# Фредерік Єкель
Фредерік Єкель (нім. Frederik Jäkel, нар. 7 березня 2001, Домміч, Німеччина) — німецький футболіст, захисник клубу «РБ Лейпциг».
На правах оренди грає у клубі «Армінія».

## Ігрова кар'єра

### Клубна
Фредерік Єкель є вихованцем клубу «РБ Лейпциг», де він з 2012 року грав у молодіжних командах. У 2019 році футболіст був внесений в заявку основного складу.
Та не маючи постійного місця в основі, влітку 2020 року Єкель відправився в оренду у бельгійський «Остенде». Через травму спини захисник пропустив майже половину сезону і першу гру в Бельгії зіграв лише у грудні 2020 року.
Влітку 2022 року Єкель повернувся до Німеччини але знову був відправлений в оренду. Цього разу його новим клубом став клуб Другої Бундесліги «Армінія» з Білефельда. У липні 2022 року Єкель провів першу гру у складі «Армінії».

### Збірна
З 2018 року Фредерік Єкель провів кілька матчів у складі юнацьких збірних Німеччини.